# Radu, il principe delle tenebre
Radu, il principe delle tenebre (Bloodstone: Subspecies II) è un film del 1993 diretto da Ted Nicolaou.
Si tratta del secondo capitolo della saga di film horror Subspecies.

## Sequel
Il film ha avuto due seguiti: Bloodlust: Subspecies III (1994) e Subspecies 4: Bloodstorm (1998).